# Бусто Арсицио
Бусто Арсицио (итал. Busto Arsizio) град је у северној Италији. То је други по величини и значају град округа Варезе у оквиру италијанске покрајине Ломбардија.

## Географија
Град Бусто Арсицио се налази свега 25 км источно од Милана, у северозападном делу Падске низије. Град се налази у равничарском крају, познатом по веома развијеној пољопривреди (вино, пиринач, житарице и млечни производи), на приближно 220 метара надморске висине.

## Клима
| Клима (Бусто Арсицио)      | Клима (Бусто Арсицио) | Клима (Бусто Арсицио) | Клима (Бусто Арсицио) | Клима (Бусто Арсицио) | Клима (Бусто Арсицио) | Клима (Бусто Арсицио) | Клима (Бусто Арсицио) | Клима (Бусто Арсицио) | Клима (Бусто Арсицио) | Клима (Бусто Арсицио) | Клима (Бусто Арсицио) | Клима (Бусто Арсицио) | Клима (Бусто Арсицио) |
| Показатељ \ Месец          | .Јан.                 | .Феб.                 | .Мар.                 | .Апр.                 | .Мај.                 | .Јун.                 | .Јул.                 | .Авг.                 | .Сеп.                 | .Окт.                 | .Нов.                 | .Дец.                 | .Год.                 |
| -------------------------- | --------------------- | --------------------- | --------------------- | --------------------- | --------------------- | --------------------- | --------------------- | --------------------- | --------------------- | --------------------- | --------------------- | --------------------- | --------------------- |
| Средњи максимум, °C (°F)   | 6,1 (43)              | 8,6 (47,5)            | 13,1 (55,6)           | 17,0 (62,6)           | 21,3 (70,3)           | 25,5 (77,9)           | 28,6 (83,5)           | 27,6 (81,7)           | 24,0 (75,2)           | 18,2 (64,8)           | 11,2 (52,2)           | 6,9 (44,4)            | 28,6 (83,5)           |
| Средњи минимум, °C (°F)    | −4,4 (24,1)           | −2,5 (27,5)           | 0,4 (32,7)            | 4,3 (39,7)            | 9,0 (48,2)            | 12,6 (54,7)           | 15,3 (59,5)           | 14,8 (58,6)           | 11,5 (52,7)           | 6,4 (43,5)            | 0,7 (33,3)            | −3,6 (25,5)           | −4,4 (24,1)           |
| Количина падавина, mm (in) | 67,5 (26,57)          | 77,1 (30,35)          | 99,7 (39,25)          | 106,3 (41,85)         | 132,0 (51,97)         | 93,3 (36,73)          | 66,8 (26,3)           | 97,5 (38,39)          | 73,2 (28,82)          | 107,4 (42,28)         | 106,3 (41,85)         | 54,6 (21,5)           | 1.081,7 (425,86)      |
| [ тражи се извор ]         |                       |                       |                       |                       |                       |                       |                       |                       |                       |                       |                       |                       |                       |

## Становништво
Према резултатима пописа становништва 2011. у општини је живело 79.692 становника.
| 1931.  | 1936.  | 1951.  | 1961.  | 1971.  | 1981.  | 1991.  | 2001.  | 2011.  |
| ------ | ------ | ------ | ------ | ------ | ------ | ------ | ------ | ------ |
| 39.841 | 42.995 | 52.607 | 64.367 | 78.601 | 79.728 | 77.094 | 75.916 | 79.692 |

Бусто Арсицио данас има око 82.000 становника, махом Италијана. Током протеклих пар деценија број градског становништва је растао.

## Галерија
- Црква Св. Луке
- Градска железничка станица
- Градски облакодер
- Гарибалдијев трг

## Градови побратими
- Домодосола
- Епине на Сени